# St Clears
St Clears is een plaats in het Welshe graafschap Carmarthenshire.

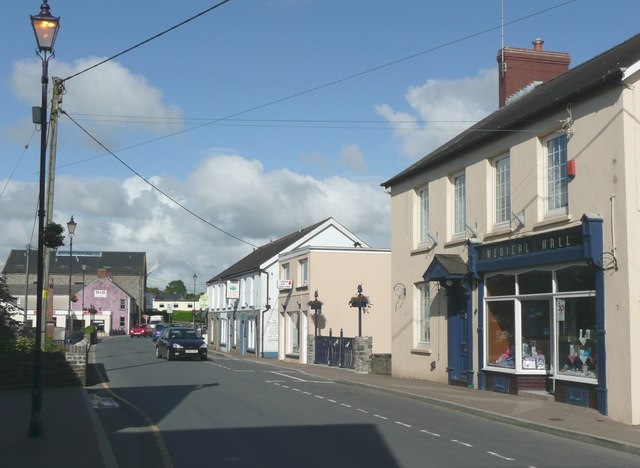
St Clears

St Clears telt 2820 inwoners.